# Danse Macabre (Efteling)
Danse Macabre (Frans voor 'dodendans') is een attractie in het Nederlandse pretpark de Efteling. 
Het thema van de attractie draait om een spookverhaal over een vervloekte dirigent. De attractie laat de bezoekers op meerdere manieren en in meerdere richtingen ronddraaien, terwijl met licht- en geluidsefffecten, bewegende decorstukken en animatronics een horrorsfeer wordt neergezet. De attractie ligt samen met het naastgelegen Abdijplein in het Huyverwoud in het themagebied Anderrijk, en verving in 2024 het Spookslot dat zich eerder op dezelfde plek bevond. Het muziekstuk Danse Macabre van de Franse componist Camille Saint-Saëns, dat ook in het Spookslot gebruikt werd, vormt het leidmotief van de attractie. Danse Macabre werd op 31 oktober 2024 (Halloween) officieel voor het publiek geopend.

## Achtergrondverhaal

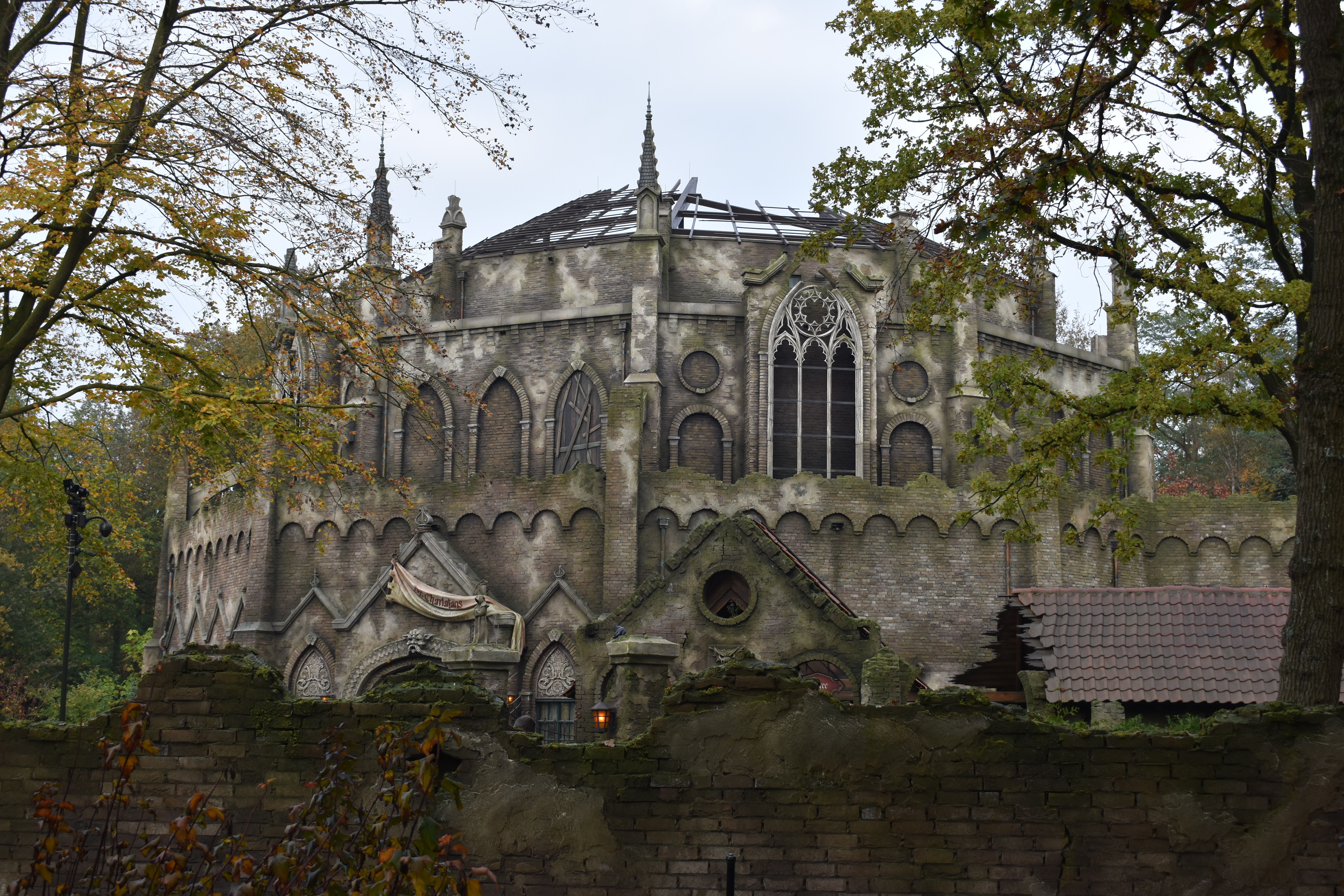
Exterieur van de Abdij van Capelle van Kaatsheuvel.

In de voorshow van de wachtrij vertelt een stem dat de bezoekers het Huyverwoud hebben bereikt en dat ze tussen de resten van de Abdij van Capelle van Kaatsheuvel, verwijzend naar de dorpen Sprang-Capelle en Kaatsheuvel, staan. In de abdij werd op vrijdag de dertiende van het jaar 1876 een muziekconcours georganiseerd. Aan dat concours deed het orkest van dirigent Joseph Charlatan mee dat na de uitvoering van de Danse macabre werd verzwolgen door het Onnoembare. Het kwaad vertoont zich nog altijd in de gedaante van een monsterlijk katachtig wezentje rondom de abdij.

### Multimedia
De Efteling heeft in samenwerking met griezelboekenschrijver Paul van Loon een boek uitgebracht over Danse Macabre, waarin het gedetailleerde verhaal van de attractie wordt verteld. Er zijn wel verschillen tussen het boek en het verhaal dat in het park wordt uitgebeeld. De illustraties in het boek zijn ontworpen door de Efteling zelf.
In aanloop naar de opening van de attractie maakten de kijkers van de making-of-serie kennis met twee familieleden van Joseph Charlatan: Otto en Virginie die het verhaal achter de attractie beetje bij beetje ontrafelden. Onderdeel van hun verhaal waren ook shows bij de bouwlocatie van de attractie met het orgel Esmeralda. De show werd met enige regelmaat vernieuwd en uitgebreid.
Ter promotie van de attractie ging de Efteling een samenwerking aan met de Nederlandse symphonische metalband Epica, wat resulteerde in het nummer The Ghost In Me (Danse Macabre) . De videoclip hiervoor werd compleet opgenomen bij en in de attractie.

## Idee, bouw en opening

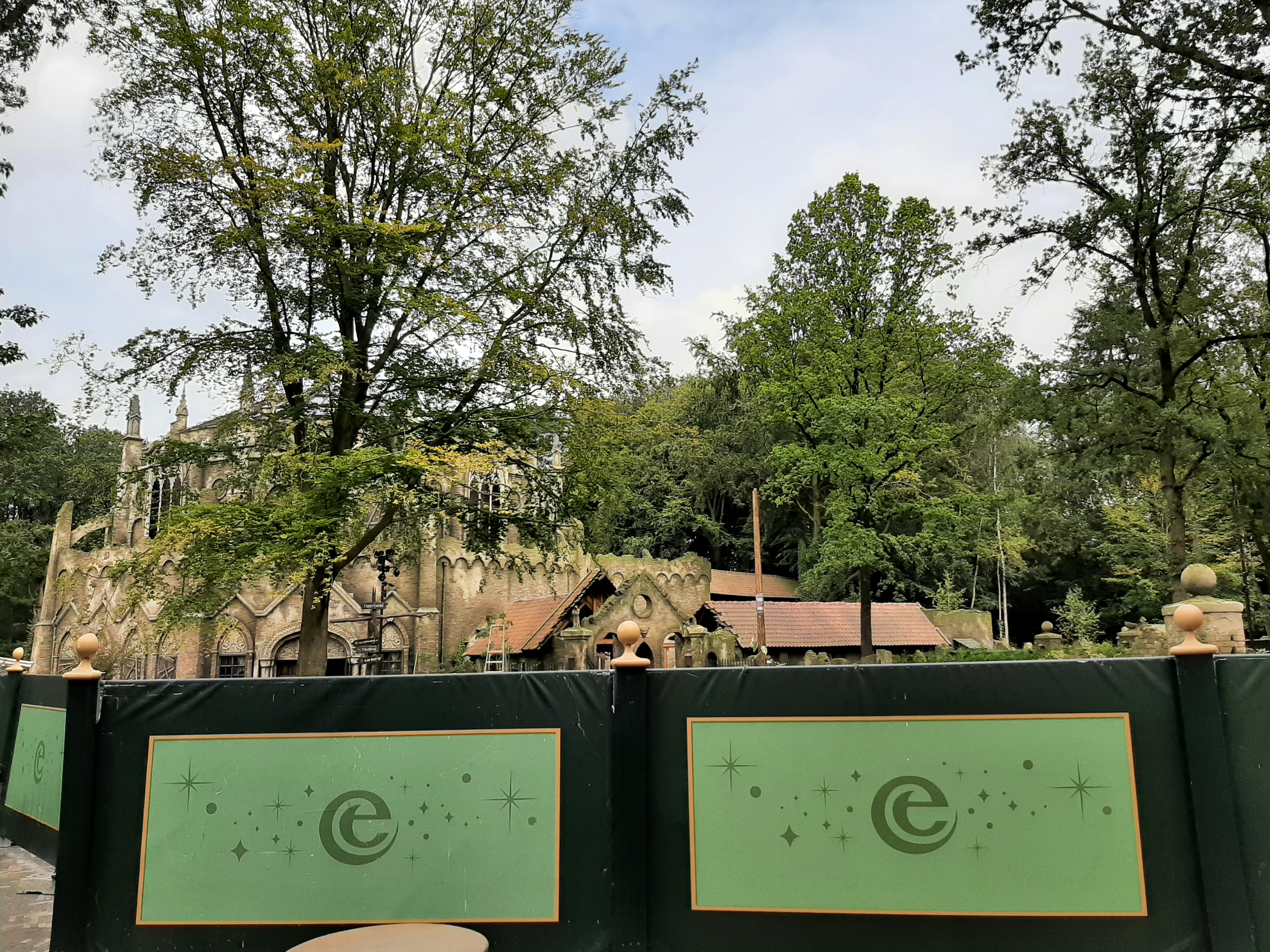
Bouwfoto van de entreezijde anno september 2024.

### Concept en bouw

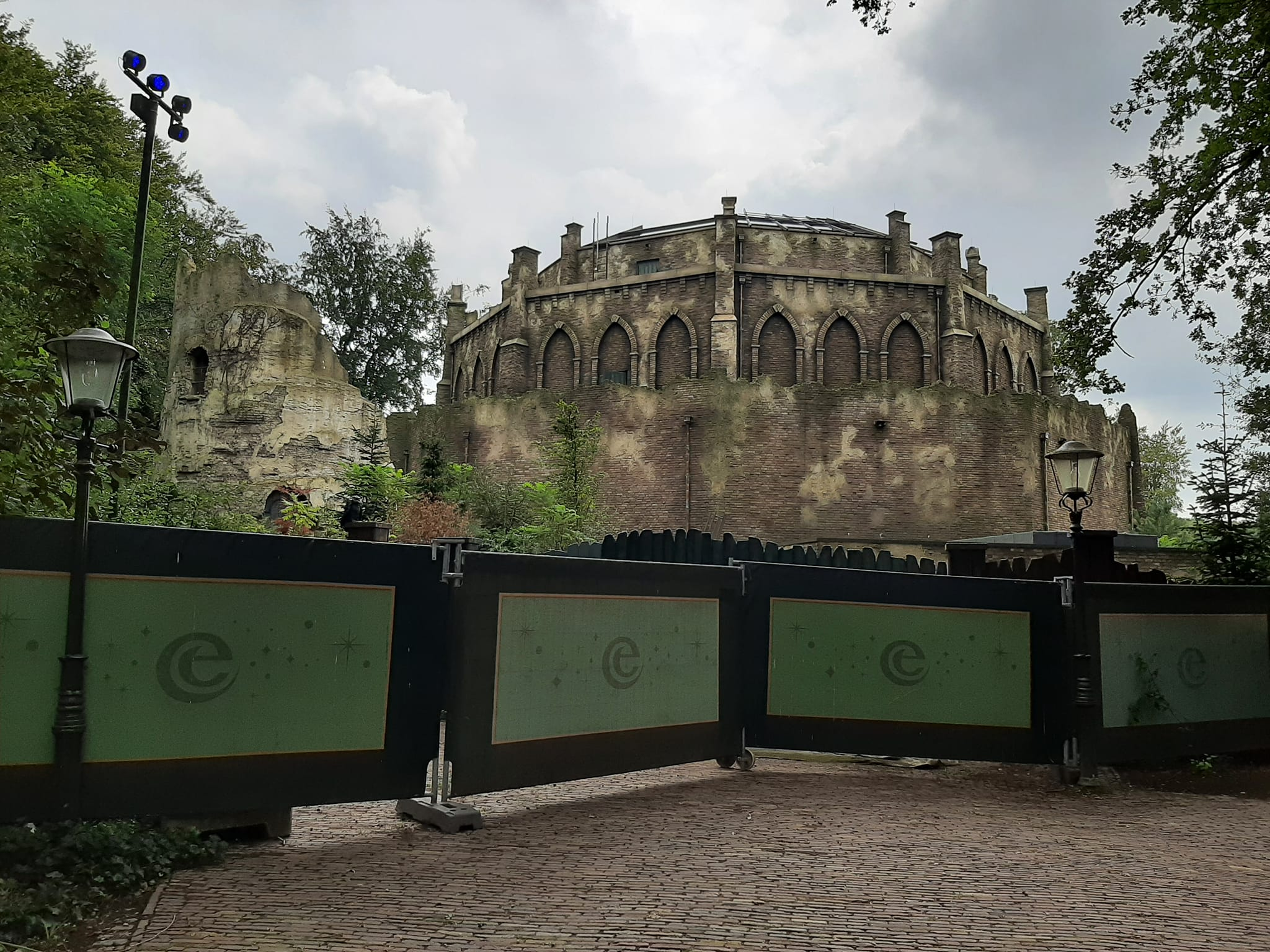
Bouwfoto van de achterzijde anno september 2024. De bebouwing links is het voormalige exterieur van het Spookslot.

Danse Macabre verving het Spookslot. Het attractiepark wilde dat de vervanger een vergelijkbaar, griezelig thema zou hebben. Binnen het ontwerpteam werden verschillende ideeën overwogen, waaronder een themarestaurant en een theater. Al snel werd besloten dat de vervanger een attractie moest worden. In mei 2022 kondigde de Efteling de komst van Danse Macabre aan, vergezeld van een promotievideo op YouTube.
De bouw begon direct na de sloop van het Spookslot en werd vastgelegd in een achter-de-schermendocumentaire van de Efteling. Naast de attractie werden ook het horecapunt In den Swarte Kat en het toiletgebouw De Laetste Hoop in hetzelfde thema gebouwd. Deze openden op 1 juli 2023. Het bouwwerk bereikte op 1 februari 2024 het hoogste punt.
Op 13 september maakte de Efteling bekend, vergezeld van een ontwerptekening, dat de dirigent Joseph Charlatan zichtbaar zou zijn in de hoofdshow. Dit personage was oorspronkelijk ontworpen door Ton van de Ven voor een uitbreiding van het Spookslot, maar destijds technisch niet realiseerbaar. Nu, 46 jaar later, werd de dirigent als animatronic tot leven gebracht voor Danse Macabre. Eind september bevestigde de Efteling in een YouTube-video dat de dirigent als animatronic uitgevoerd was, samen met twee andere orkestleden: een strijkmuzikant en een pianist. In dezelfde video werd ook voor het eerst het ritsysteem in actie getoond.
Ongeveer een maand voor de opening begon de realisatie van een nieuwe Holle Bolle Gijs aan de rand van het Abdijplein ter vervanging van de vroegere Matroos Gijs, die samen met het Spookslot gesloopt was. In oktober bleek dat de nieuwe Gijs, genaamd Broeder Gijs, was vormgegeven als een monnik. In dezelfde maand ontving In den Swarte Kat een prijs van de International Association of Amusement Parks and Attractions.

### Opening

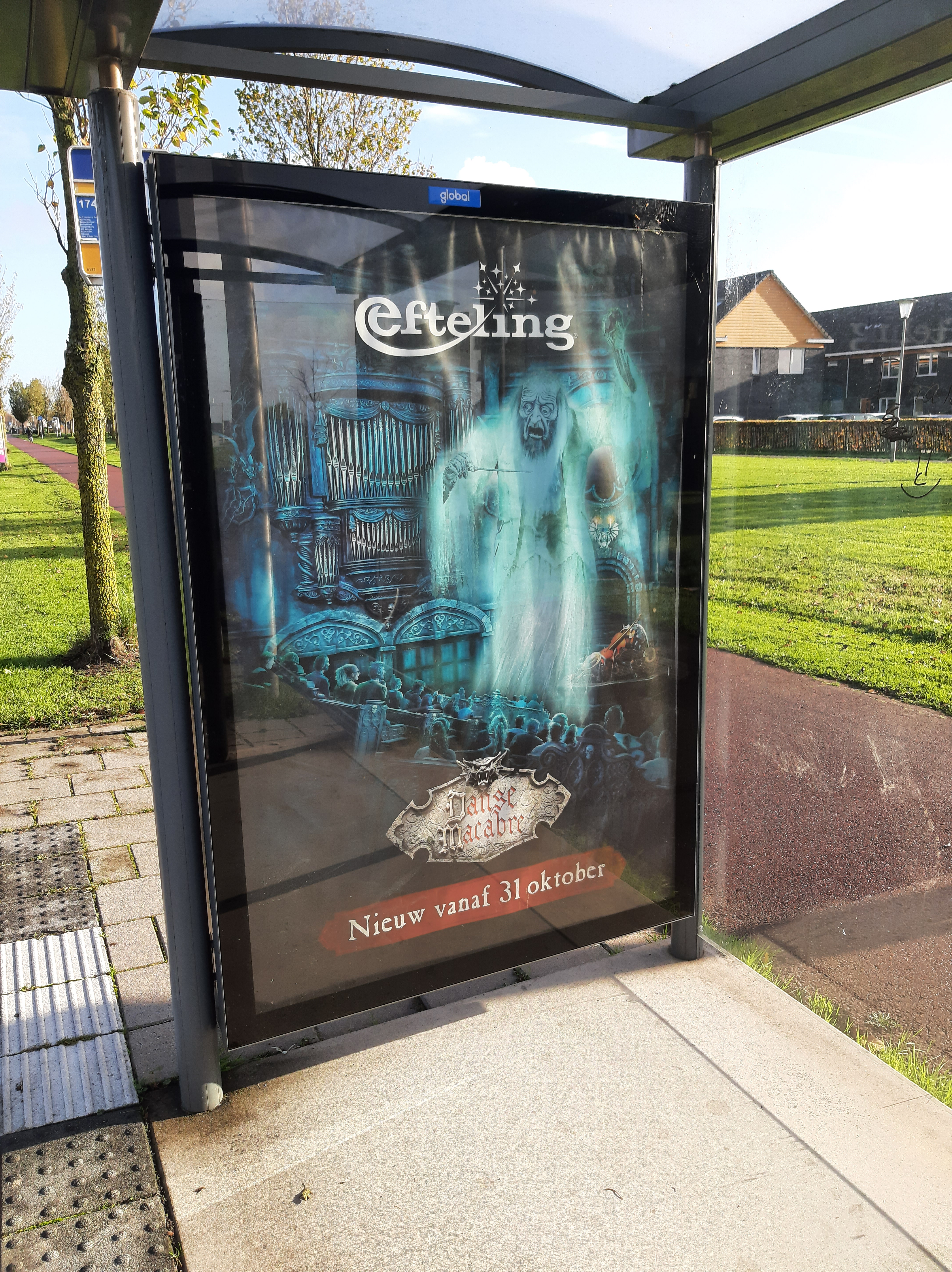
Reclameposter in een abri.

In de laatste weken voor de opening lanceerde de Efteling een televisiecommercial om de nieuwe attractie te promoten. Ook werden er in zowel Nederland als België reclame-uitingen opgehangen op stations, abri's van bushaltes en aan trams. Halverwege oktober werd het muziekstuk Danse macabre op diverse locaties live gespeeld, onder andere door violisten op treinstations in Nederland. Daarnaast werd het stuk gespeeld door verschillende draaiorgels als een knipoog naar het draaiorgel Esmeralda dat in de attractie wordt gebruikt, en op een aantal klokkenspellen.
Op 25 oktober werd een merchandiselijn voor Danse Macabre aangekondigd. In het laatste weekeinde voor de opening mochten de eerste genodigden de attractie uitproberen. Op 29 oktober vond een uitzending van het tv-praatprogramma Humberto plaats op het Abdijplein. Deze uitzending trok 585.000 kijkers, met name in de leeftijdsgroep tussen de 25 en 45 jaar was het aandeel van de kijkers hoog. De attractie werd op 30 oktober geopend voor genodigden en de media, met een live-uitzending door Omroep Brabant op televisie en online. Ook plaatste de Efteling de eerste onride-beelden van de attractie op YouTube. Op 31 oktober opende de attractie voor alle bezoekers. Vanwege de verwachte drukte ging het park de eerste dagen na de opening een uur eerder open. Tijdens deze dagen was de attractie zo populair dat de wachttijd voor zowel de reguliere wachtrij als de single riders-rij opliep tot zo'n drie à vier uur. Ook stonden er op die dagen veel files op de toegangswegen naar de Efteling. Abonnees werd afgeraden om met de auto te komen en gebruik te maken van de fiets of het openbaar vervoer. Op donderdagochtend werd de ontwerper van de attractie door Radio 10 in een live-uitzending geïnterviewd.

### Latere aanpassingen

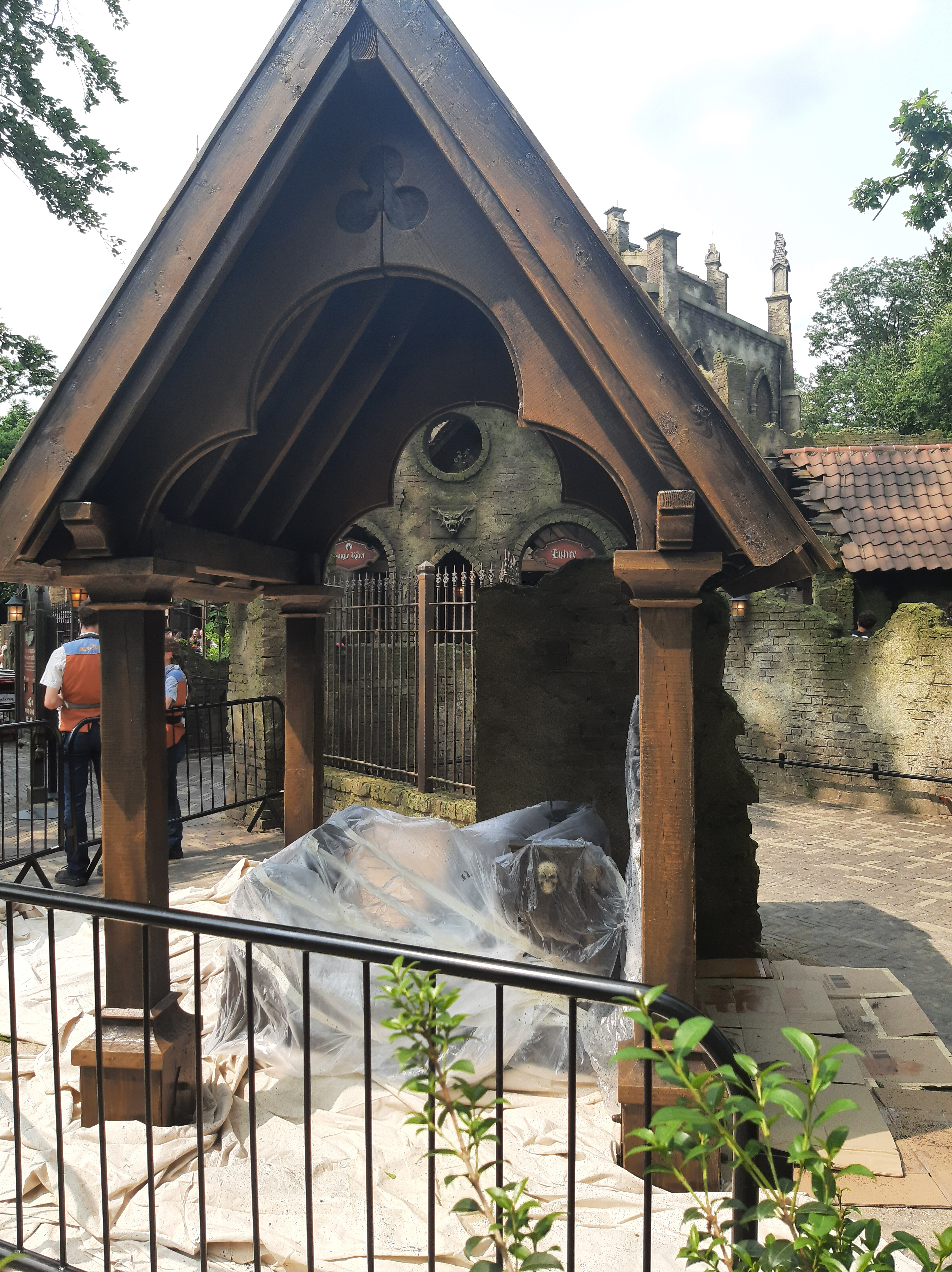
In juni van 2025 werden 'teststoelen' bij de entree geplaatst.

In 2025 werd eind april een snelpas, onder de naam Virtuele Wachtrij, toegevoegd aan de wachtrij. Bezoekers kunnen een tijdslot, om de attractie te bezoeken, reserveren via de smartphone-applicatie van het attractiepark. Bezoekers betreden de wachtrij ter hoogte van de voorshow. De volledige wachtrij kan niet worden overgeslagen. Halverwege mei datzelfde jaar werden er aanpassingen aan de hoofdshow doorgevoerd zoals: nieuwe geluidseffecten, nieuwe decoratie, snelheid van de draaischijf werd verhoogd en er werd een tweede vrije val-effect toegevoegd aan de rit. In juni werd er naast de entree een overkapping geplaatst met daaronder een stoel uit de attractie. Bezoekers kunnen in deze teststoel zitten.

## Realisatie en werking
De indoorattractie is een spin 'n puke die door fabrikant Intamin gebouwd is als prototype en een bijzonder bewegingspatroon heeft. Deze constructie weegt 65.000 kilogram. Het is een draaischijf met een diameter van achttien meter waarop zes kleinere draaischijven gemonteerd zijn met elk drie koorbanken voor zes bezoekers, samen 108 zitplaatsen voor een capaciteit van 1250 personen per uur. Een soortgelijke attractie was van 1999 tot en met 2015 te vinden in het Nederlands Openluchtmuseum onder de naam HollandRama.
De attractie werkt enigszins als een theekopjesattractie met een kantelende en op en neer gaande draaischijf die zicht geeft op decorstukken die vanaf de begane grond niet zichtbaar zijn. De attractie is aangesloten op een koude-warmteopslag, waardoor de warmte van aandrijving en bezoekers elders hergebruikt kan worden, bijvoorbeeld om binnenruimtes te verwarmen en te voorkomen dat de Aquanuravijver in de winter bevriest.Voor dat laatste werd voorheen een verwarmingsinstallatie geplaatst naast de propaantanks voor de vuureffecten van Aquanura tussen het Eftelingtheater en Fata Morgana aan de Klinkenpolder.
De attractie meet 17.000 m², inclusief het gebied met horeca, toiletgebouw en souvenirwinkel. Dit Huyverwoud wordt belicht met 600 lampen. Het geluid wordt verzorgd door 64 speakers, 53 hoog geplaatste luidsprekers, 10 subwoofers en 1 ultrasubwoofer. Het geheel was begroot op 25 miljoen euro, maar kostte 35 miljoen.

### Ontwerp en inspiratie

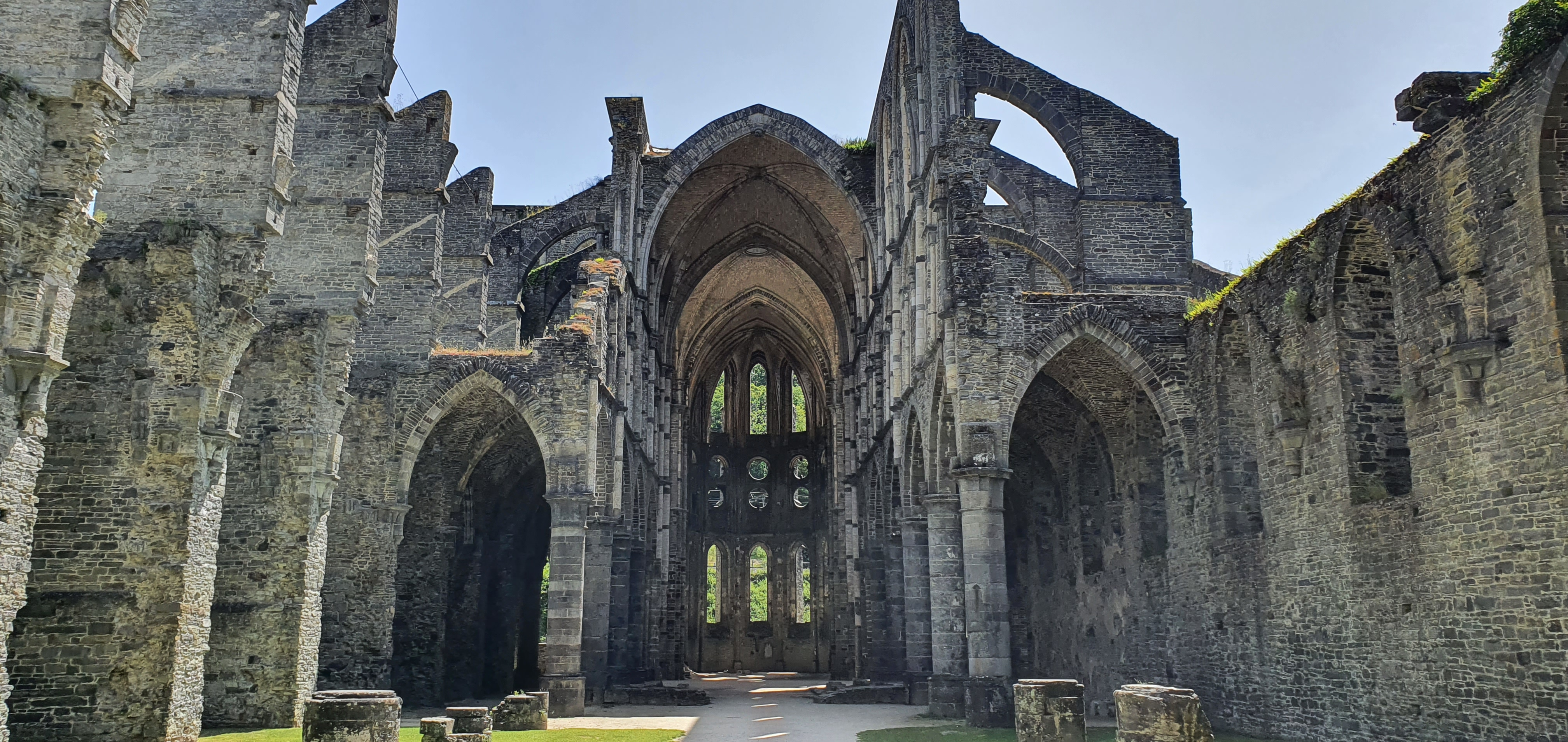
De Abdij van Villers was een inspiratiebron voor het ontwerpteam.

Om inspiratie op te doen qua vormgeving en architectuur heeft het ontwerpteam diverse plekken bezocht, waaronder de Abdij van Villers, Abdij van Aulne en Abdij Notre-Dame d'Orval. Hierdoor kon men zien hoe dit soort gebouwen vroeger gebouwd werden zodat dit verwerkt kan worden in het exterieur van Danse Macabre. Het muziekstuk Danse macabre, dat ook in het Spookslot te horen was, vormt het leidmotief van de hoofdshow. Diverse decorstukken vanuit het Spookslot dienden als inspiratiebron en zijn hergebruikt in Danse Macabre. Meest in het oog springende hergebruik is de oude entree van het spookslot die nu wordt gebruikt als entree van de abdij.

## Wachtrij en rit

### Wachtrij

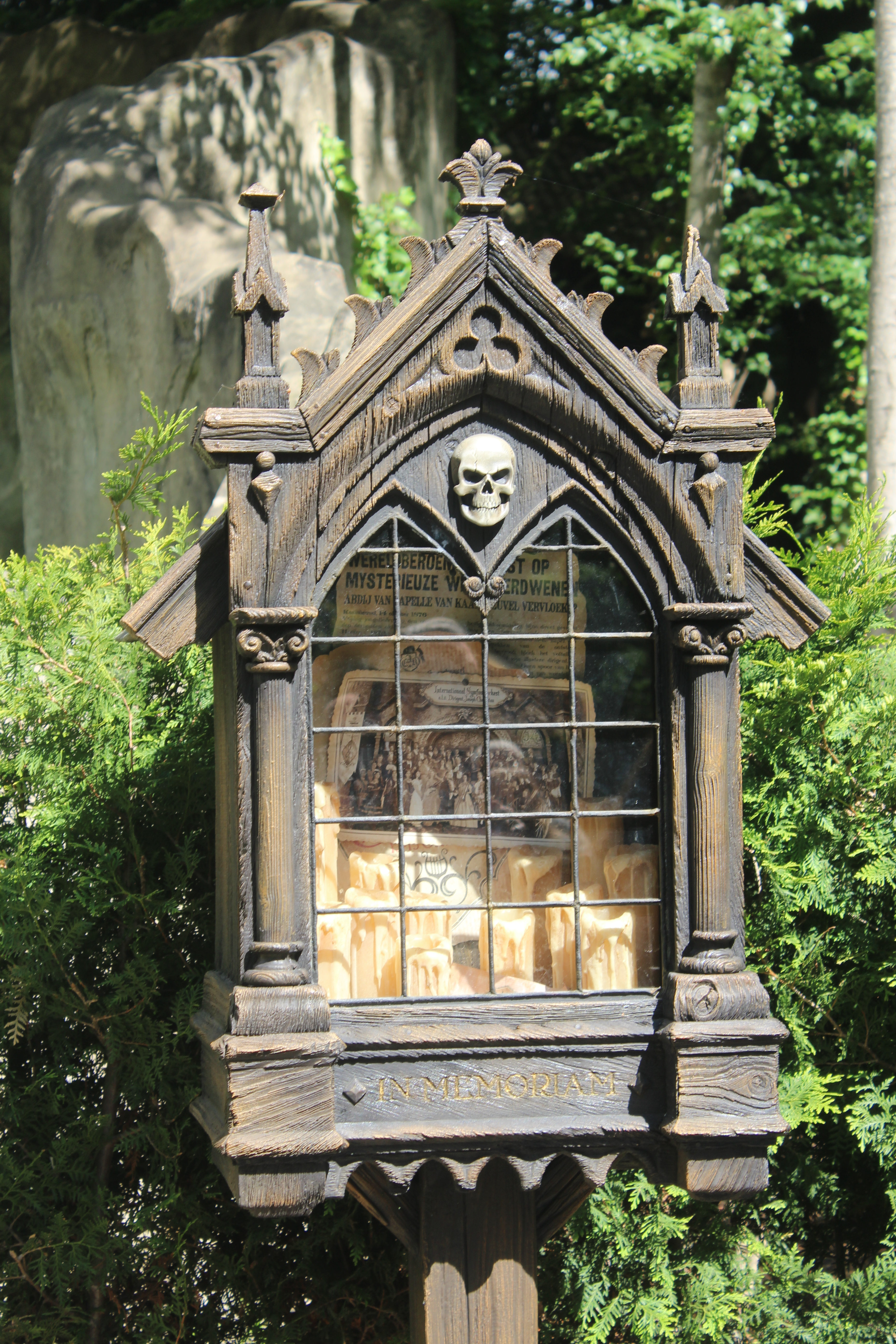
Detail in de wachtrij bij het kerkhof

De wachtrijen voor de attractie bestaan uit een reguliere, een single riders-rij en 'Virtuele Wachtrij' waarvoor gereserveerd dient te worden. In de wachtrij staat het personeel in themakostuums, gemaakt van lapjes en andere restanten van oude personeelskleding. De personeelsleden spelen de rol van de neven en nichten van Otto en Virginie Charlatan en dienen nors te kijken, geheel in lijn met het personage.
De wachtrijen beginnen bij een gemetselde poort, waar aan de ene kant een zwarte kat met een bewegend hoofd zit, die in het verhaal bekendstaat als "het Onnoembare". Aan de andere kant van de poort staat een sculptuur van een monnik. Achter de poort komen bezoekers in de Kruysgang, een overdekte doorgang met een houten dakconstructie en vuurschalen die afkomstig zijn uit het voormalige Spookslot.
Vervolgens lopen de bezoekers door de Kruydentuyn, waar volgens het verhaal monniken vroeger hun kruiden verbouwden. Hier staan ook enkele potten uit het voormalige Spookslot. De route leidt naar een stevige houten poort, waar een personeelslid gedoseerd bezoekers doorlaat. Achter deze poort ligt het kerkhof, met graven van de overleden orkestleden en een mausoleum met een beeld van Joseph, de dirigent. Ook is er een houten deur die begint te klapperen wanneer iemand probeert deze te openen, een element dat eveneens uit het Spookslot komt. Ondertussen vertelt een vertelstem (ingesproken door Raymond Thiry) het achtergrondverhaal van de attractie. Zowel de Kruydentuyn en het kerkhof zijn geen onderdeel van de single riders-rij.

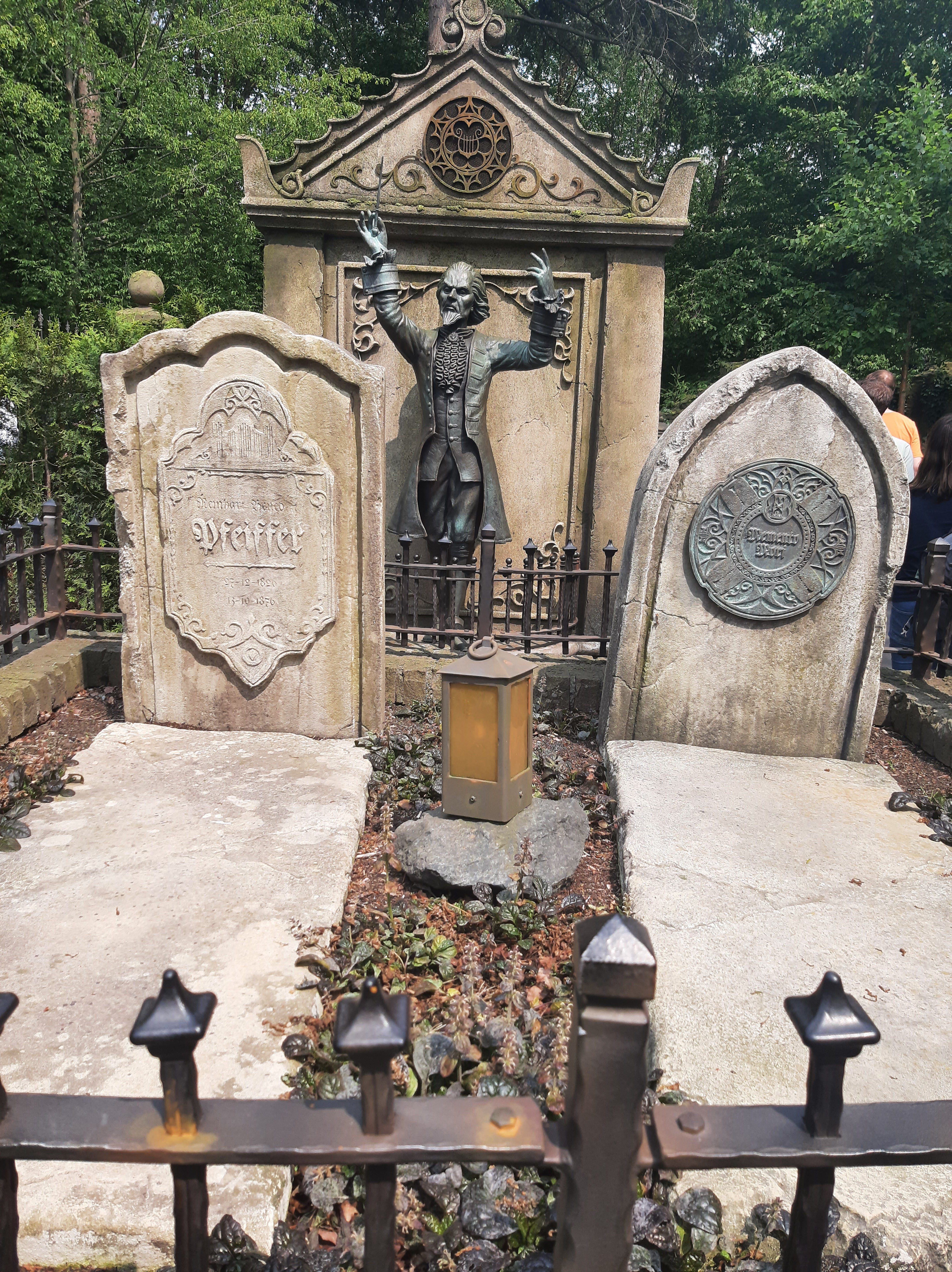
Decoratie in de wachtrij.

Via een kronkelend bospad bereiken bezoekers het Huyverwoud, dat leidt naar de achterzijde van de abdij uit 1379. Het laatste deel van het pad loopt over een houten loopbrug, waarna bezoekers de catacomben van de abdij binnengaan. Hier worden zij in zes groepen verdeeld, passend bij de zes koorbanken. Via de kooromgang lopen zij naar hun plek, waar zij nog even wachten voordat zij in de koorbanken kunnen plaatsnemen. Deze verdeling wordt gemaakt door een medewerker bij de ingang met behulp van een tablet. Hierop vult deze het aantal personen in waaruit het gezelschap bestaat, waarna aangegeven wordt naar welke catacombe dit wordt gestuurd.
Sinds 22 april 2025 is er een virtuele wachtrij aanwezig bij de attractie. Hiervoor kan je je aanmelden in de officiële Efteling-app mits je in de buurt van Danse Macabre bent. Je moet aangeven met hoeveel personen je de attractie wilt bezoeken (1 t/m 6) en je krijgt een tijdslot toegewezen. In de tussentijd kan je wat anders doen in het park, bijvoorbeeld een andere attractie bezoeken of wat eten of drinken. Binnen het tijdslot ga je in een apart rijtje staan naast de Kruydentuyn, en dan word je door een medewerker de voorshow in gestuurd. Het stukje vanaf de voorshow tot aan de attractie moet je nog wel wachten.

### Hoofdshow
De attractie omvat twee hoofdshows: een reguliere hoofdshow en een alternatieve show voor bezoekers die niet aan de reguliere rit kunnen of willen deelnemen. Na de wachtrij kunnen bezoekers kiezen welke show ze willen bijwonen.

#### Reguliere show

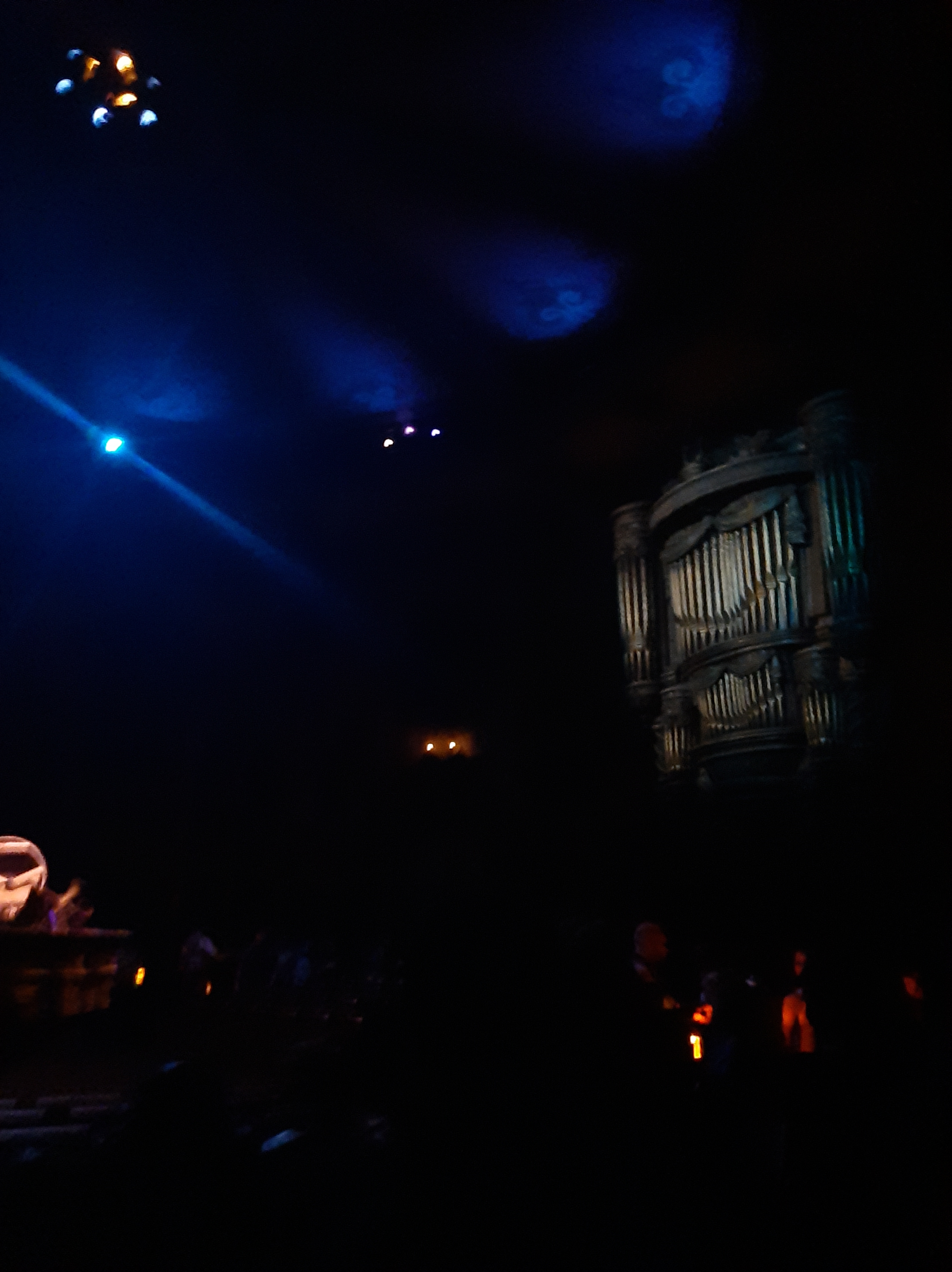
Het orgel in de hoofdshow.

De reguliere hoofdshow vindt plaats in een ronde ruimte binnen de abdij. Aan het begin van de show sluiten alle deuren één voor één. In het midden van de abdij staat een bak met muziekinstrumenten die door een lichtbundel wordt beschenen. Het geluid van een miauwende kat is hoorbaar, en af en toe steekt de kat zijn kop op. Plotseling slaat de bliksem in op de bak met instrumenten, waarna het gemiauw overgaat in gegrom. De kat, die in het verhaal het Onnoembare is, verandert in een monster.
De koorbanken draaien naar het orgel aan de muur, dat begint te spelen. De dirigent, Joseph Charlatan, uitgevoerd als animatronic, verschijnt zwevend voor het orgel. Terwijl de Danse macabre begint te spelen, komt de draaischijf onder de bezoekers in beweging. Ook de koorbanken zelf beginnen te draaien, waardoor de bezoekers vanuit hun zitplaats als het ware zelf een dodendans uitvoeren (in het Spookslot zagen zij deze slechts als een show achter een glazen wand). Diverse decorstukken en animatronics worden belicht en komen tot leven: de balustrade beweegt, en uit ronde openingen in de muur verschijnen orkestleden. Er is onder meer een pianist te zien die zijn hoofd 180 graden draait, drie orkestleden met een triangel en een muzikante die de harp bespeelt en haar hoofd van haar romp kan halen. In enkele nissen van de abdij is een zwevende viool te zien, gecreëerd door middel van projectie. Dit is een verwijzing naar het gesloopte Spookslot. Onder de draaischijf ligt de crypte. De vloer ligt vol schedels en af en toe verschijnt het personage Esmeralda uit haar graf. Dit tafereel is overgenomen vanuit het Spookslot. Wat zich in de crypte afspeelt is alleen zichtbaar wanneer de draaischijf gekanteld is.
Naarmate de rit vordert, versnelt de draaischijf en beweegt deze omhoog. Aan het einde van de rit doven de lichten en valt de draaischijf enkele meters naar beneden. Hierna klinkt vioolmuziek, waarna de rit eindigt. De rit duurt inclusief in- en uitstappen circa 3,5 minuut.

#### Alternatieve show
De alternatieve show is bedoeld voor bezoekers die de voorstelling willen zien, maar niet in de attractie kunnen of willen plaatsnemen. Zij bekijken de hoofdshow vanuit een aparte, gedecoreerde ruimte op een videowand, compleet met bijbehorende geluid- en lichteffecten. Zo kunnen ook bezoekers in een rolstoel, met hartklachten, bewegingsziekte, claustrofobie of prikkelgevoeligheid de voorstelling op een comfortabele manier meebeleven. Daarnaast heeft Danse Macabre net als Baron 1898 een chicken exit voor bezoekers, met name kinderen die de voorshow (wachtreis) wel willen zien, maar de attractie op het laatste moment toch nog te eng vinden. Zij kunnen dit aangeven voordat ze de kapel in gaan waarna ze via een aparte uitgang naar een speciaal wandelpad worden geleid, zodat ze om de attractie heen kunnen lopen, waarbij ze tegenover Fabula uitkomen. Hiervoor wordt gebruik gemaakt van het voormalige Heksenpad dat hoorde bij het gesloopte Spookslot. Op deze manier wordt voorkomen dat gezinnen met aangedaan grut de attractie verlaten.

## Het Abdijplein
Het Abdijplein grenst aan Danse Macabre en omvat diverse voorzieningen zoals horecapunten, een toiletgebouw en een souvenirwinkel. Het plein, samen met de attractie, wordt ook wel het Huyverwoud genoemd.

### In den Swarte Kat

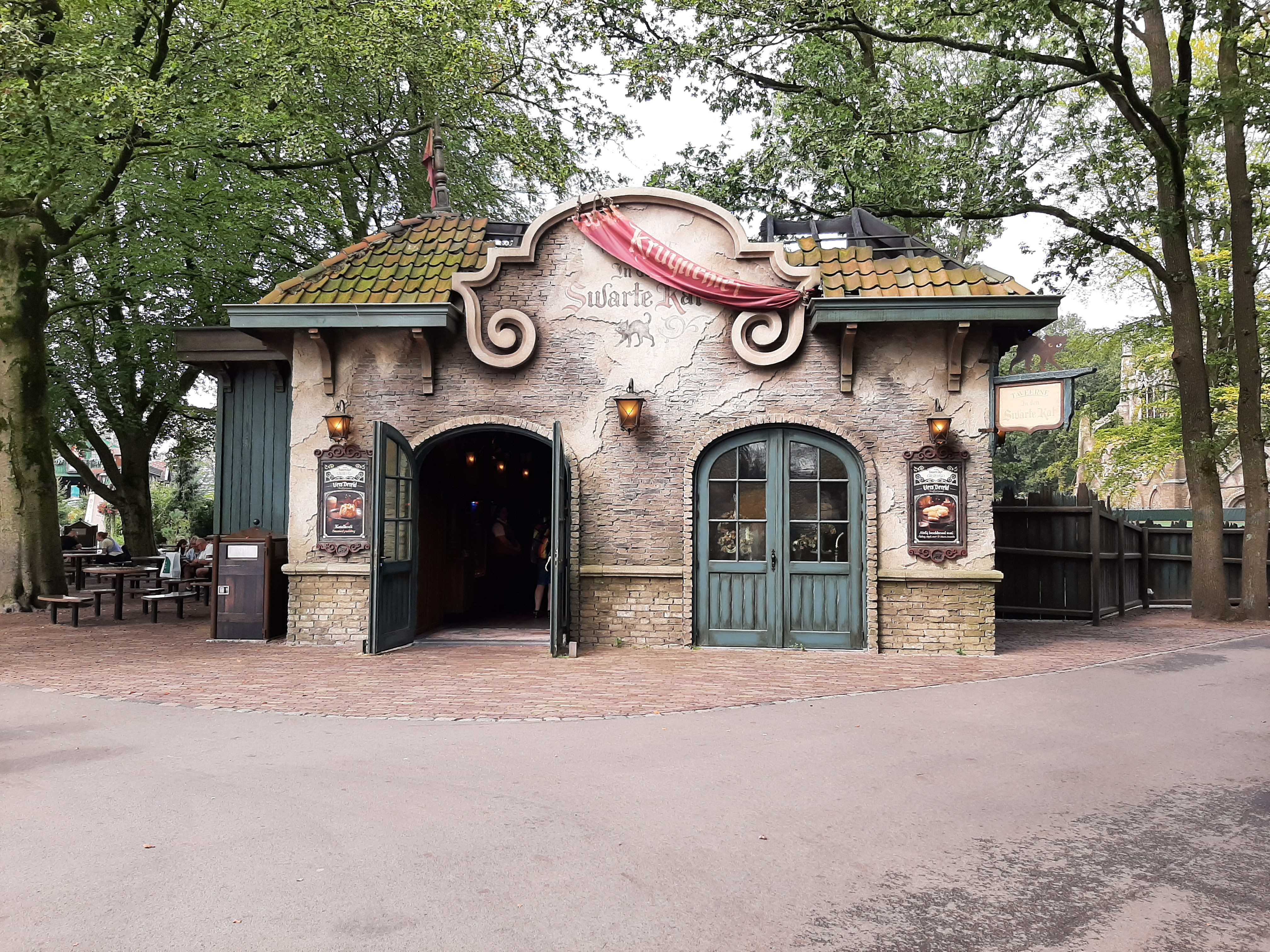
Vooraanzicht van In den Swarte Kat

In den Swarte Kat is een supermarkt met zelfscankassa's, ingericht als een afgebrande taverne. Dit thema is zichtbaar in het ontwerp van het dak, waarvan delen ontbreken en de dakconstructie zichtbaar is. Volgens de verhaallijn zijn de Charlatans in het restant van dit gebouw een kruidenierswinkel begonnen. De gevel toont de naam In den Swarte Kat met een afbeelding van een zwarte kat. Een slordig opgehangen rode banier met het woord "kruidenier" in gele letters bedekt gedeeltelijk de naam. Aan de muur hangt een uithangbord van een zwarte kat met een geel en blauw oog.
Het interieur is gedecoreerd met houten meubilair, uithangborden en schappen die doen denken aan koorbanken. Een kroonluchter met kaarsen hangt aan het plafond, en bij de ingang ligt een deurmat met zwarte kattenpootafdrukken. Door de winkel verspreid zijn verwijzingen te vinden naar het achtergrondverhaal van de attractie, evenals easter eggs die naar het voormalige Spookslot verwijzen, zoals een vlaggetje met de naam Kate Bush en de muziekkoffer van Den Hegarty. Ook hangt er een bord met een zeilboot dat eerder bij Matroos Gijs hing.
In den Swarte Kat biedt attractiegerelateerde producten aan, waaronder ansichtkaarten, sleutelhangers en koelkastmagneten. Daarnaast worden exclusieve items verkocht zoals Ketelkoeken en Bloedsap. Het horecapunt heeft een prijs gewonnen van de International Association of Amusement Parks and Attractions.

### De Laetste Hoop
Volgens het verhaal was De Laetste Hoop het oorspronkelijke toiletgebouw van de abdij, en nu doet het opnieuw dienst als toiletgebouw voor bezoekers. Het gebouw ziet eruit als een ruïne met groene houten entreedeuren en een stenen wasbak naast de ingang. Het interieur heeft gedempt licht en eigen themamuziek, wat uniek is voor een toiletgebouw in de Efteling. Geluidseffecten, waaronder enkele die eerder in het Spookslot te horen waren, zijn subtiel aanwezig. Een deurmat met afdrukken van kattenpoten ligt bij de ingang. De Laetste Hoop is tevens het eerste uniseks-toilet in het park.

### Dr. Charlatans Kwalycke Zaken

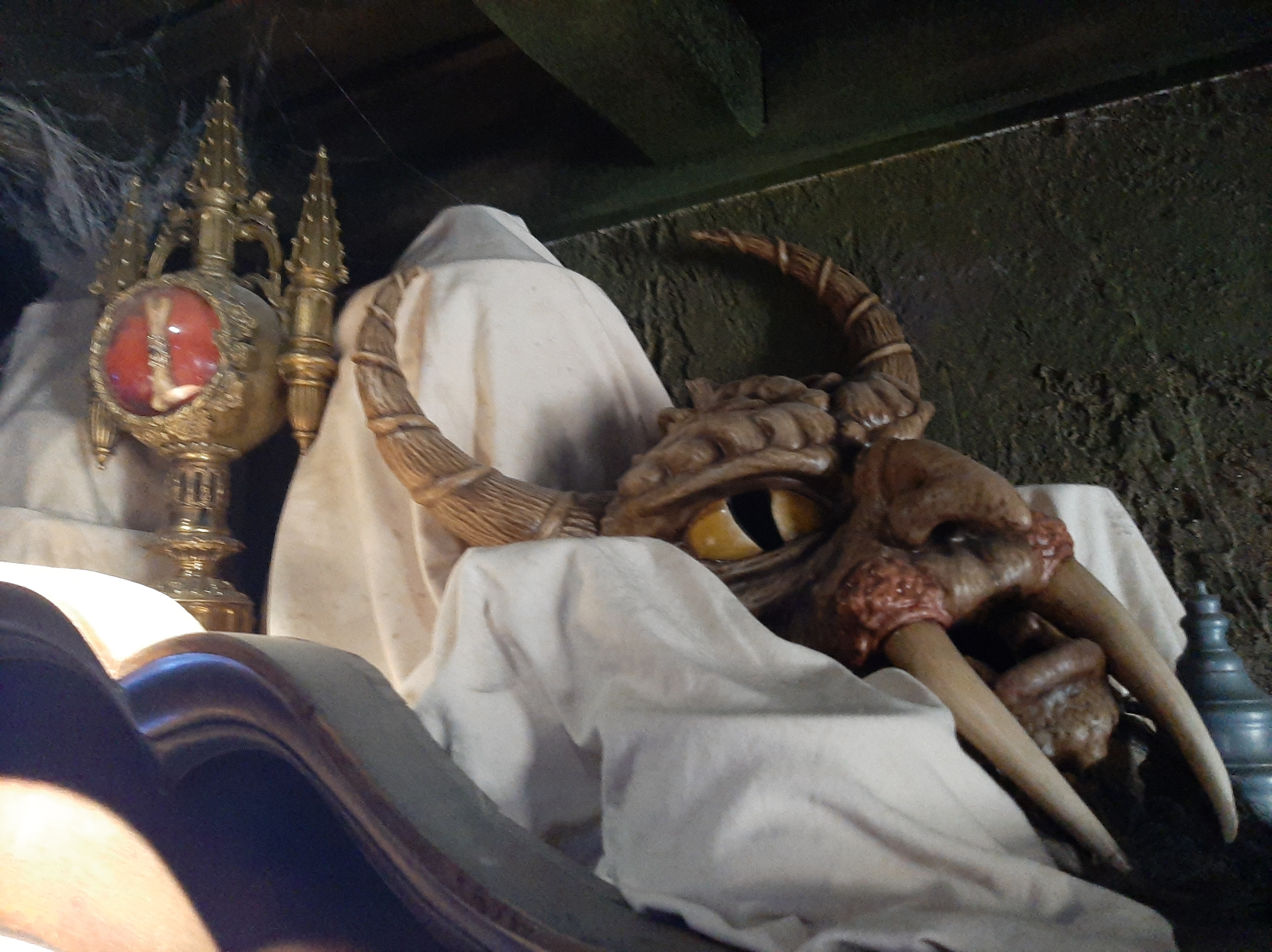
Decoratie uit het voormalige Spookslot in Dr. Charlatans Kwalycke Zaken.

Dr. Charlatans Kwalycke Zaken is de souvenirwinkel die zich in de Abdij van Capelle van Kaatsheuvel bevindt en tevens de uitgang van Danse Macabre vormt. Bezoekers bereiken de winkel via een trap die versierd is met vleermuizen en een mythisch wezen met een schild. Hier wordt merchandise verkocht die gerelateerd is aan de attractie, zoals T-shirts, mokken, kandelaars, ansichtkaarten, koelkastmagneten, knuffels en tassen. Het boek "Danse Macabre, het begin" van Paul van Loon is hier ook verkrijgbaar.
Het is de eerste winkel in de Efteling die uitsluitend attractiegerelateerde producten aanbiedt. Decorstukken uit de wachtruimte van het gesloopte Spookslot zijn in de winkel geïntegreerd, zoals een arm aan het plafond met een kroonluchter en een mythisch wezen dat een schild vasthoudt. De entree vanaf het Abdijplein is de entree van het gesloopte Spookslot en fungeert nu als entreepoort van de winkel. Verder zijn er twee fotoautomaten in de vorm van een biechtstoel. Het gordijn van de linker fotoautomaat is gesloten. Onder het gordijn zijn de voeten en benen van een menselijk skelet zichtbaar. Klanten kunnen afrekenen bij zowel een zelfscankassa als een reguliere kassa.
Dr. Charlatans Kwalycke Zaken wordt ook betrokken in de verhaallijn van de attractie. De souvenirwinkel wordt gerund door Virginie en Otto. Ze hopen in te kunnen spelen op bange bezoekers die vervolgens een aankoop doen.

### ’t Koetshuys
’t Koetshuys is een horecagelegenheid naast De Laetste Hoop. Het gebouw diende volgens het verhaal vroeger als koetshuis en wordt nu beheerd door de Charlatans. Hier kunnen bezoekers suikerspinnen en popcorn kopen. Naast het verkooppunt staan ook twee frisdrankautomaten.

### Draaiorgel Esmeralda
Op het Abdijplein bevindt zich ook het draaiorgel Esmeralda, omringd door een hekwerk. Deze locatie is bedoeld voor entertainment en hier verzorgen de Charlatans optredens. De naam Esmeralda verwijst naar het voormalige Spookslot. De dochter van de graaf heette Esmeralda. Sinds 5 april zijn hier ook schuifelende monniken te zien, de zgn. Huyveraars. Dit is een ook een verwijzing naar het voormalige Spookslot, waarin bezoekers tijdens de hoofdshow een stoet schuifelende monniken met kaarsen zagen in een gang.

### Holle Bolle Gijs

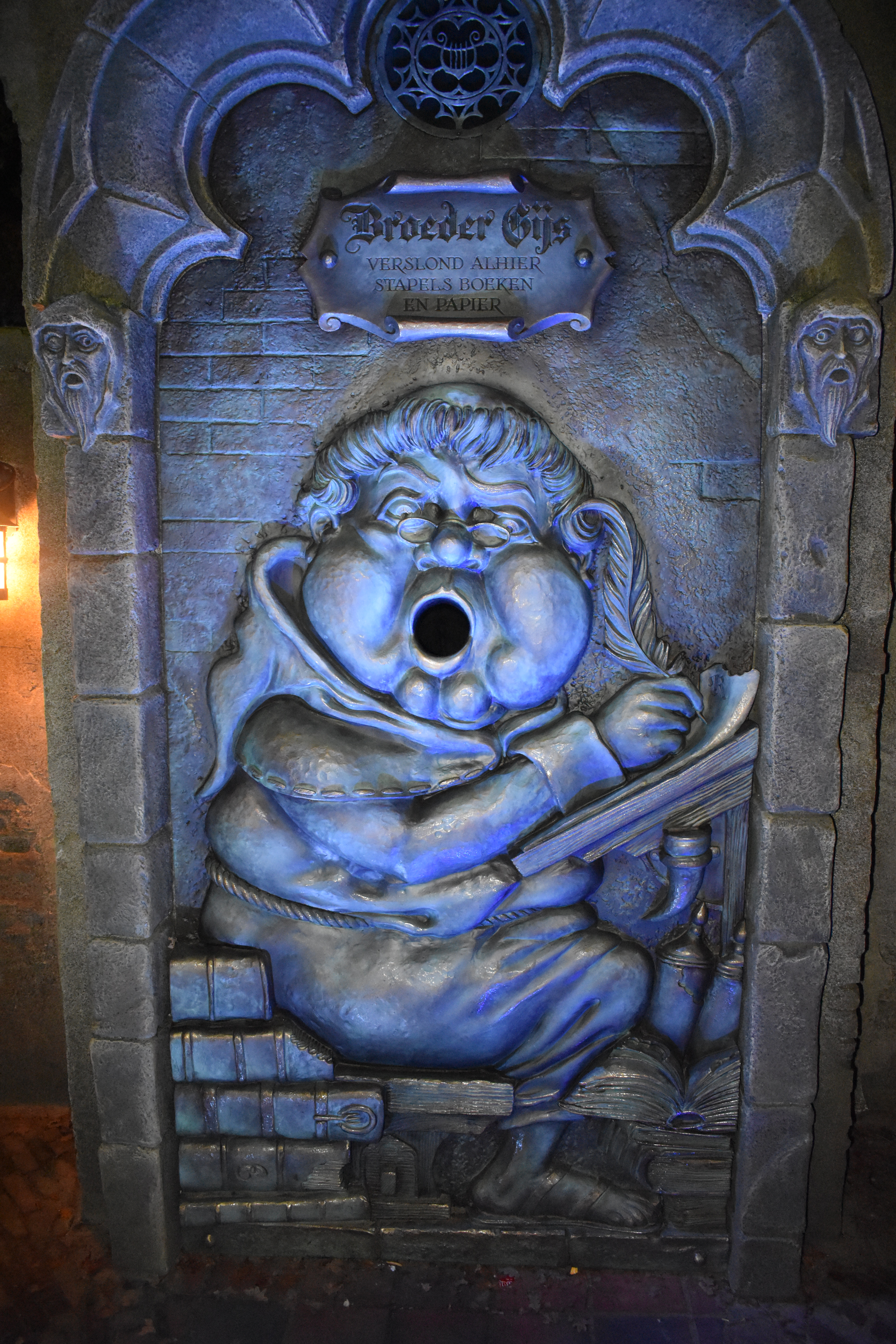
Broeder Gijs in de avonduren.

Aan het Abdijplein staat Broeder Gijs, geplaatst op de plek waar eerder Matroos Gijs te vinden was. Broeder Gijs is vormgegeven als een monnik met een tonsuur en bril, en hij houdt een ganzenveer vast. Boven hem staat de tekst: "Broeder Gijs verslond alhier stapels boeken en papier." Bij Broeder Gijs staan een aantal zitgelegenheden in de vorm van doodskisten. De stem van Broeder Gijs is ingesproken door Frank Bosman.

### Fotopunt
Op het Abdijplein staat een koorbank opgesteld zoals die ook in de hoofdhow te vinden is. Tegenover de koorbank staat een fotocamera. Bezoekers kunnen plaatsnemen in de koorbank en op een knop, die geïntegreerd is in de koorbank, drukken. Hierna wordt een foto genomen en met speciale software wordt de achtergrond vervangen en 'thematische elementen'. De foto kan vervolgens via een automaat gekocht worden.

### Kabinet der vermisten

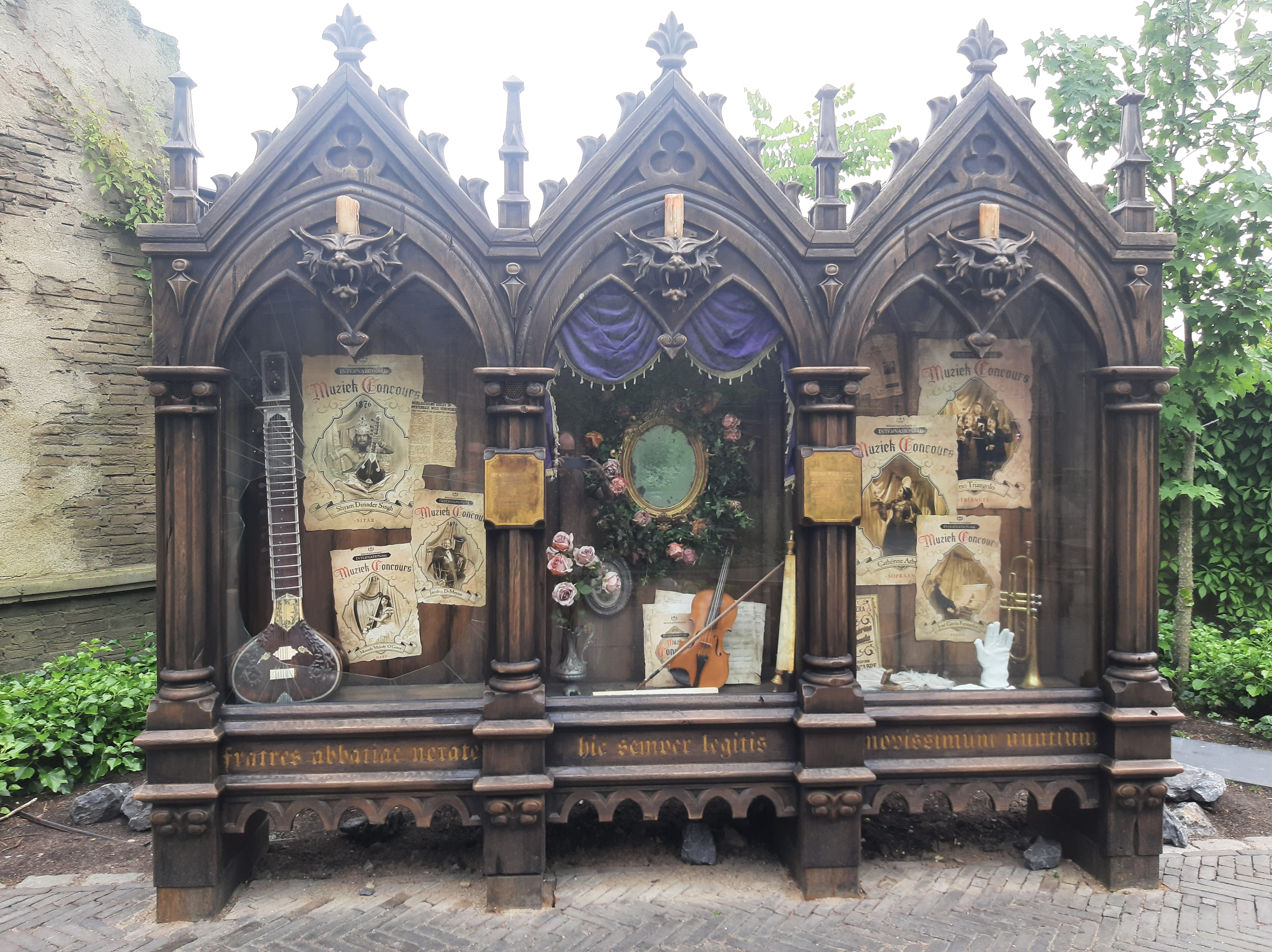
Het Kabinet der vermisten.

Aan het Abdijplein naast de Dr. Charlatans Kwalycke Zaken staat het Kabinet der vermisten. Dit is vormgegeven als houten vitrine. In de vitrine hangen pamfletten van de vermiste orkestleden, die vermist zijn sinds het muziekconcours van 13 oktober 1876. Op de pamfletten staan 'bewegende foto's' van de vermisten, waaronder de orkestleden die in de hoofdshow te vinden zijn. Echter staan er ook vermisten afgebeeld die niet in de hoofdshow te vinden zijn zoals de Oosterse geest uit het voormalige Spookslot en Cathérine Arbuste (een verwijzing naar Kate Bush). De laatste persoon wordt vertolkt door Francis van Broekhuizen.

## Muziek

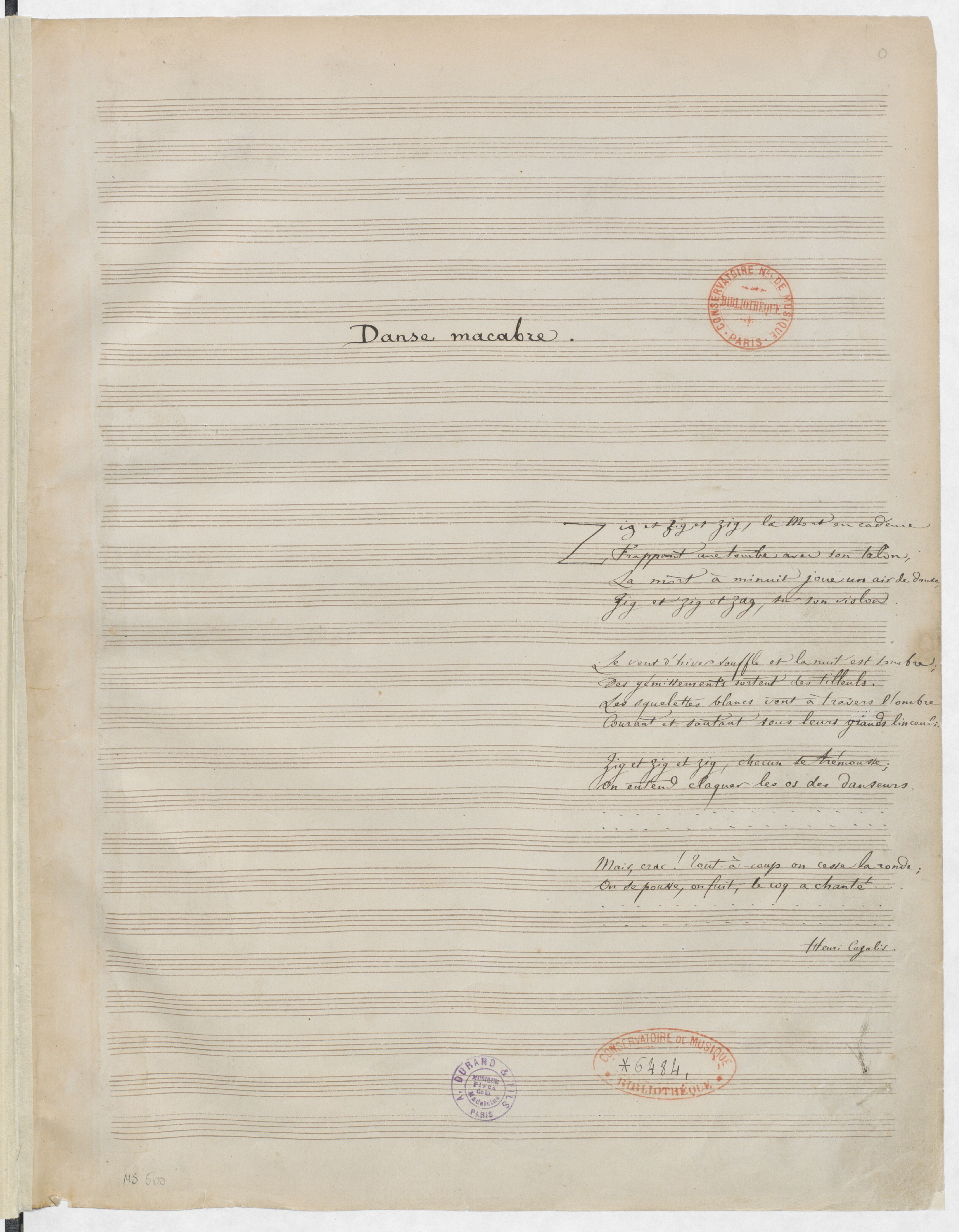
Het originele muziekstuk uit 1874.

### Danse macabre
De muziek van de attractie is gebaseerd op het symfonisch gedicht Danse macabre van de Franse componist Camille Saint-Saëns, dat ook een prominente rol speelde in de voormalige attractie het Spookslot. Dit iconische muziekstuk werd destijds pas in een laat stadium aan het ontwerp van het Spookslot toegevoegd. Terwijl de bouw al in volle gang was, zocht ontwerper Ton van de Ven nog naar een geschikte muzikale omlijsting. Zijn eisen waren specifiek: de muziek moest sfeervol en aangenaam zijn, maar ook een subtiele rilling opwekken zonder angst aan te jagen.
Van de Ven schakelde de hulp van de NOS in en kwam via hen in contact met Leon du Bois van de afdeling hoorspelen. Du Bois suggereerde het symfonisch gedicht Danse macabre en beschreef het met de woorden: "De klok slaat twaalf, de Dood stemt zijn viool, en het spookuur breekt aan waarin de geesten ontwaken." Na het beluisteren van het muziekstuk was Van de Ven overtuigd. Het ontwerp werd aangepast om een 'spookviool' in het decor op te nemen, en Du Bois hielp bij het creëren van aanvullende geluidseffecten zoals monnikengezang en donderslagen. Deze 'spookviool' en de donderslagen zijn ook terug te vinden in de hoofdshow van de attractie Danse Macabre.

### Attractiemuziek
Voor de nieuwe attractie van de Efteling werd de muziek volledig opnieuw opgenomen in de Daft Music Studios in Malmedy, België. Onder leiding van dirigent Jean-Pierre Haeck en René Merkelbach, huiscomponist van De Efteling, speelde een orkest van 75 muzikanten de nieuwe versie in. Dit was het grootste orkest dat ooit voor de Efteling een muziekstuk had ingespeeld. Wegens de beperkte ruimte in de studio werden secties zoals de hoorns en de strijkers afzonderlijk opgenomen en later samengevoegd. Naast de hoofdshowmuziek werden in Malmedy ook composities voor de wachtrij en de mysterieuze klanken rondom het kerkhof van de attractie ingespeeld. Arrangeur Marco Kuypers voegde daarnaast koren en kerkorgel toe aan het origineel.
De orgelmuziek die in de attractie te horen is, werd ingespeeld op het grote orgel van de Sint-Janskathedraal in 's-Hertogenbosch.

## Ontvangst
Bij de aankondiging in 2022 dat het Spookslot gesloopt zou worden en plaats zou maken voor een nieuwe attractie, reageerden Eftelingfans aanvankelijk onthutst. De eerste bezoekers van de attractie in 2024 reageerden echter zeer enthousiast. Ze waardeerden onder meer de toevoeging van een extra stuk beleving ten opzichte van het Spookslot, en het hergebruik van vele elementen uit de vroegere attractie.

## Erkenning en prijzen
- 2024: Park World Excellence Award van de IAAPA voor ‘Best Food or Retail Development’ voor horecalocatie In den Swarte Kat[19][67]